# شهرستان لوشی (هونان)
شهرستان لوشی (به انگلیسی: Luxi County) یک شهرستان در چین است که در ولایت خودمختار شیانگشی توجیا و میائو واقع شده‌است. شهرستان لوشی ۱٬۵۶۸٫۶۵ کیلومتر مربع مساحت و ۲۷۳٬۳۶۱ نفر جمعیت دارد.